# 로버트 와이어트
로버트 와이어트(영어: Robert Wyatt, 1945년 1월 28일~)는 영국의 음악가다. 영향력 있는 캔터베리 신 밴드 소프트 머신의 창단 멤버로, 그는 1973년 우연히 창문에서 떨어진 이후 하반신 마비가 되기 전에 처음에는 키트 드러머 겸 가수였으며, 이로 인해 밴드 활동을 포기하고, 다른 악기를 탐구하고, 40년 솔로 활동을 시작하게 되었다.
영국 재즈 퓨전, 사이키델리아, 프로그레시브 록의 형성기에 핵심적인 역할을 했던 와이어트의 작품은 1970년대 중반부터 점점 더 해석적이고 협력적이며 정치화되었다. 그의 솔로 음악은 특히 팝 싱글의 커버에서부터 재즈, 포크, 동요의 요소를 그린 변화, 비정형 곡 모음곡에 이르기까지 개별적인 음악적 영역을 망라해 왔다.

## 젊은 시절
와이엇은 브리스톨에서 태어났다. 어머니는 영국방송공사의 저널리스트였고 아버지는 조직심리학자였다. 그는 배다른 형제가 둘 있었는데 어머니쪽으로 한명은 배우인 줄리안 글로버 아버지쪽으로는 사진기자 마크 엘리지였다. 부모의 친구들도 보헤미안적인 사람들이었고 부모의 양육도 관습과는 거리가 있었다. 와이엇은 이렇게 말했다."아버지는 6살때까지 별로 육아에 개입하지 않았으며 나는 여인들 손에서 자라났다고 할 수 있다. 그게 나에겐 당연한 것으로 보였다. 아버지는 다발성 경화증으로 일찍 은퇴하셨다가 10년뒤 돌아가셨다." 와이엇은 사이먼 랭턴 문법학교에 들어갔다 10대는 부모와 도버 근처의 리든이라는 곳에서 보냈고 거기서 재즈 드러머 조지 니도르프(George Neidorf)에게 드럼 교육을 받았다. 여기서 와이엇은 호주출신이 기이한 친구 데이빗 앨런을 만나 친구가 되었다. 그는 와이엇의 집에 세들어 살기도 했다.
1962년 와이엇과 니도르프는 마요르카 섬에 가서 시인 로버트 그레이브스의 집 근처에 살았다. 이듬해 영국으로 돌아와 와이엇은 데이빗 앨런 트리오에 참여했다. 앨런, 휴 호퍼와 함께였다. 앨런은 얼마 지나지 않아 프랑스로 갔기 때문에 와이엇과 호퍼는 케빈 에이어스와 함께 와일드 플라워즈를 결성한다. 원래 와이엇은 드러머였지만 케빈의 탈퇴 이후 보컬까지 하게 된다.

## 소프트 머신과 매칭 몰

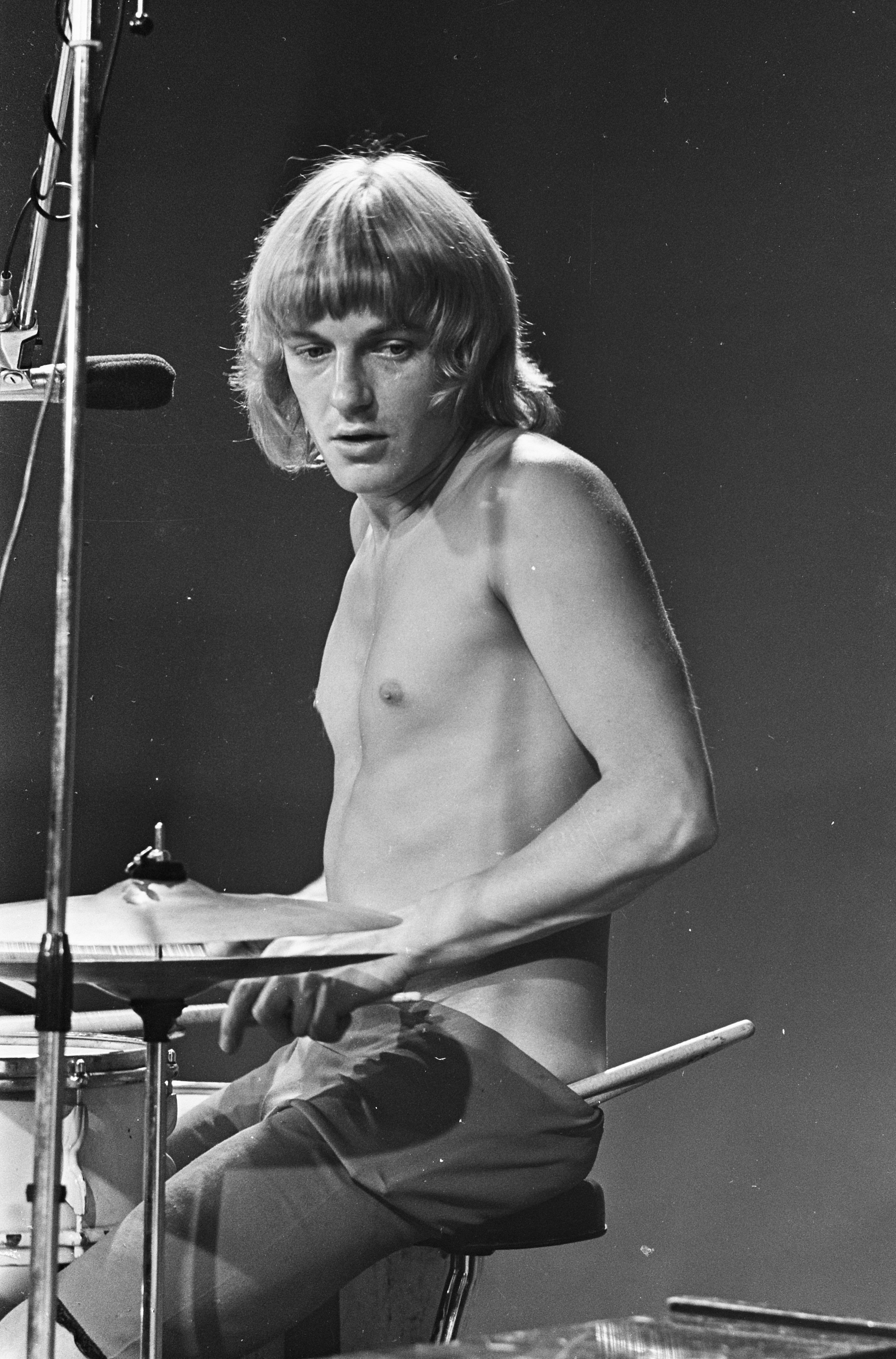
로버트 와이어트 (1967년)

66년 와일드 플라워즈 해산 후 케빈 에이어즈와 데이빗 앨런은 와이엇과 마이크 래틀리지를 불러서 소프트 머신을 만들었다. 와이엇은 드러머이면서 케빈과 함께 보컬을 맡는, 특이한 밴드편성이었다. 석장의 앨범, 혼돈의 라이브 투어 등을 거친 와이엇은 솔로 1집 The End of an Ear(70)을 낸다. 그의 보컬과 다중악기 사용 및 테이프 효과 등이 들어간 음반이었다. 1년뒤 와이엇은 소프트 머신을 탈퇴하고 재즈 퓨젼 밴드인 센티피드에 잠시 참여한다. 이후 자신의 밴드 매칭 몰을 결성했다. 밴드명은 소프트 머신을 불어로 적으면 machine molle이 되므로 이것을 영어식으로 부른 말장난이었다. 연주지향적 재즈록 밴드였으며 앨범을 두장 내었다.

## 사고
매칭 몰이 3집을 준비할 무렵 73년 6월 1일 길리 스미스와 레이디 준의 생일파티에서 술취한 로버트 와이엇은 4층 높이 창문에서 떨어졌다. 그는 허리 아래로 대마비가 와서 하반신 불수가 되었고 휠체어를 써야만 했다. 그해 11월 핑크 플로이드는 소프트 머신과 함께 와이엇 후원 공연을 했고 이 행사에서 1만파운드를 모금했다.
와이엇이 2012년에 밝힌 바에 따르면 그는 알프레다 벤지의 친구들의 도움도 많이 받았다. 모델 진 슈림프턴은 차를 주었고, 배우 줄리 크리스티는 런던에서 집을 빌려줬다가 결국 싸게 팔았다. 또 와이엇은 사고가 자신의 남은 삶을 구했다고 했다. 그는 원래 술을 안먹었는데 소프트 머신 시절 지미 헨드릭스 익스피리언스와 함께 투어를 하면서 급격하게 과한 음주자가 되었다. 그는 미치 미첼 노엘 레딩 키스 문 등과 자주 과음하게 되었다. 키스 문은 테킬라와 서던 컴포트를 섞어마시는 법을 가르쳐 주었다. 70년대 초에 그는 이미 알콜중독자가 된 상태였다. 와이엇은 그 사고가 무분별하게 살고있던 자신의 삶에 개입하여 죽어가고 있던 자신을 살렸다고 말했다.

## 솔로
사고로 와이엇은 매칭 몰과 록 드러밍을 포기했다. 그는 이후 개조한 드럼으로 재즈적인 드럼을 연주하게 된다. 그는 솔로 활동을 시작하여 일단 마이크 올드필드 이보르 커틀러 헨리 카우 프레드 프리스 등의 음반에 참여했다. 그리고 솔로 앨범 Rock Bottom을 녹음한다. 앨범 제목은 그에게 닥친 마비상황을 살짝 비튼 것이다. 작품의 상당 부분은 사고 이전에 작곡된 것으로 채워져있다. 앨범은 호평을 받았다.
두달 뒤 와이엇은 I'm a Believer라는 싱글을 내어 영국차트 29위에 오른다. 이것은 닐 다이아몬드의 곡을 커버 (음악)한 것으로 핑크 플로이드의 드러머 닉 메이슨이 프로듀싱 해주었다. 탑 오브 더 팝스의 제작진은 와이엇이 휠체어를 타고 무대에 등장하는 것이 가족 프로그램에 적당하지 않다며 일반 의자에서 공연할 것을 고집하여 트러블이 있기도 했으나 와이엇은 당당히 휠체어를 타고 무대에서 공연했다. NME는 와이엇이 포함된 밴드 사진을 커버로 쓰면서 모두 휠체어에 앉아있는 사진을 이용했다. 메이슨의 첫 솔로앨범에서 와이엇은 리드 보컬을 맡아주었다.
와이엇의 다음 싱글은 Yesterday Man으로 크리스 앤드류스의 히트곡을 리메이크한 것이다. 버진레코드에서는 곡들이 너무 우울하다며 배급 지연시키고 프로모션에도 소극적이었다.
와이엇의 다음 앨범 Ruth Is Stranger Than Richard는 프리 재즈 영향을 받아 좀 더 재즈적이었다. 브라이언 이노가 게스트로 참여해주었다. 이노는 기타, 신서사이저 그리고 재즈적 어프로치 등 광범위하게 앨범 제작을 도왔다. 이후 와이엇은 이노의 레이블에서 존 케이지 노래를 녹음할 때 보컬로 참여해준다. 이후 와이엇은 헨리 카우 햇필드 앤 더 노스 칼라 블레이 이노 마이클 만틀러 필 만자네라 등의 음반에 참여한다.
80년대 초반 그의 활동은 점차 정치적으로 변해갔으며 와이엇은 영국 공산당 당원이 된다. 83년 그는 싱글 Shipbuilding을 내놓는다. 엘비스 코스텔로 작곡의 그 곡은 포클랜드 전쟁을 가사에 담고있다. 영국차트 35위까지 올랐다. 존 필은 라디오 프로그램 내에서 올해의 곡 2위로 올리기도 했다. 이후 그 곡은 정치적인 커버곡들의 모음집인 Nothing Can Stop Us에도 포함된다. 84년에는 싱글 Venceremos(우리 승리하리라를 녹음한다. 피노체트 정권하에서 자발적 저항을 하는 칠레인들을 다룬 곡으로 영국 소울 재즈 댄스 밴드인 워킹 위크의 명의로 발매한다.
85년 와이엇은 앨범 Old Rottenhat을 녹음하는데 이 앨범은 와이엇이 거의 혼자 만들다시피 하여 녹음이 비교적 단촐하다. 80년대말에 그는 뉴스 프롬 바벨 스크리티 폴리티 사카모토 류이치 등의 음반에 참여했으며 그는 부인과 함께 스페인에서 지냈다. 그는 91년에 Dondestan, 97년에 Shleep을 냈다.
99년 그는 이탈리아 가수 크리스티나 도나의 앨범 Nido에 참여해주었고 다음 EP인 Goccia에도 참여한다. 그는 2001년 영화 Le Peuple Migrateur의 음악에 몇곡 참여하였다.
티어즈 포 피어즈의 곡 I Believe는 롤란드 오자발이 와이엇에게 헌정한 곡이다. 오자발은 이후 와이엇의 Sea Song을 커버하기도 했다.
Sea Song은 언쌩스(Unthanks)가 커버하기도 했는데 이 버전은 잡지 가디언의 극찬을 얻었다 2011년에 언쌩스는 와이엇의 곡을 다수 커버한 라이브 앨범을 내기도 했다.
01년 와이엇은 멜트다운 페스티벌의 큐레이터로 일했으며 데이빗 길모어와 함께 Comfortably Numb을 부른다. 04년에는 비요크의 곡 Submarine에 참여했고 길모어의 앨범에도 참여했다.
07년에는 앨범 Comicopera를 내면서 이전의 앨범들을 재발매했다. 09년에는 프랑스 국립 재즈 오케스트라가 Around Robert Wyatt을 녹음한다.
와이엇은 BBC 라디오 4의 프로그래머 일을 하기도 했다. 와이엇은 아마추어 합창단을 옹호하면서 그들이 프로보다 훨씬 인도적이고 헌신적인 노래를 할 수 있다고 말한 적이 있다.
2014년 그는 베스트 앨범을 내면서 몇가지 활동을 했다.
그는 잡지 언컷과의 인터뷰에서 자신이 음악 만들기를 멈춘 상태이며 그것은 자신의 나이때문이기도 하고 또 정치에 더 관심이 가기 때문이라고도 답했다.
몇몇 음악 잡지나 블로그에서는 펍에서 남들과 함께 듣기 어려운 곡들에 대해 묘사할 때 와이어팅 Wyatting이라는 동사를 사용했다. 와이엇은 자랑스러운 표현이라고 답변했다. 와이엇은 자신이 의도치 않게 타인들을 불편하게 만들 때 그 상황이 좀 싫다고 답하기도 했다. 부인 알프레다 벤지는 약간 분노에 차서 답했다. 와이엇은 펍에서의 현명한 희생자일 뿐이라고, 그가 대중음악의 힘을 얼마나 잘 알고있는지를 생각해보면 와이어팅같은 동사는 부당한 것이라고, 자기 눈앞에서 그렇게 말하는 자가 있다면 그의 코에 주먹을 날려주겠다고.

## 음반 목록
- '68 (2013)[26]
- The End of an Ear (1970)
- Rock Bottom (1974)
  - Theatre Royal Drury Lane 8 September 1974 (2005)
- Ruth Is Stranger Than Richard (1975)
  - Radio Experiment Rome, February 1981 (2009)
  - The Animals Film (1982, soundtrack)
- Nothing Can Stop Us (1982, singles compilation; 1983 Australian edition includes "Shipbuilding")
- Old Rottenhat (1985)
- Dondestan (1991)
  - Dondestan (Revisited) (1998)
- Shleep (1997)
- Cuckooland (2003)
- Comicopera (2007)
- Orchestre National de Jazz Daniel Yvinec/Around Robert Wyatt (2009)
- For the Ghosts Within with Gilad Atzmon and Ros Stephen (2010)
- KiTsuNe with The Future Eve (2015)
- Solar Flares Burn for You (2003)